# Oak Hills, Kalifornien
Oak Hills är en ort (CDP) i San Bernardino County, i delstaten Kalifornien, USA. Enligt United States Census Bureau har orten en folkmängd på 8 879 invånare (2010) och en landarea på 63,2 km².